# En pilgrims död
En pilgrims död è una miniserie TV svedese del 2013, diretta da Kristoffer Nyholm e Kristian Petri.
Si basa su due romanzi di Leif G. W. Persson, Tra la nostalgia dell'estate e il gelo dell'inverno e In caduta libera come in un sogno.

## Puntate
| nº | Prima TV Svezia | Prima TV in italiano |
| -- | --------------- | -------------------- |
| 1  | 13 gennaio 2013 | n.a.                 |
| 2  | 20 gennaio 2013 | n.a.                 |
| 3  | 27 gennaio 2013 | n.a.                 |
| 4  | 3 febbraio 2013 | n.a.                 |

## Personaggi e interpreti
- Lars Martin Johansson, interpretato da Rolf Lassgård
- Jeanette Eriksson, interpretato da Helena Af Sandeberg
- Claes Waltin, interpretato da Jonas Karlsson
- Lisa Mattei, interpretato da Ellen Jelinek
- Jan Lewin, interpretato da Henrik Norlén
- Evert Bäckström, interpretato da Claes Malmberg
- Göran Wijnbladh, interpretato da Anders Johannisson
- Kjell Göran Hedberg, interpretato da Ulf Friberg
- Nilsson, interpretato da Jacob Ericksson
- Åke Persson, interpretato da Johannes Brost
- Erik Berg, interpretato da Kjell Bergqvist
- Johan Forselius, interpretato da Lars-Erik Berenett
- Bo Jarnebring, interpretato da Per Svensson
- Sarah Weissman, interpretato da Ashley McKinney Taylor
- Gustaf G:son Henning, interpretato da Göran Ragnerstam